# FA Smaragd
Die FA Smaragd ist eine Flugzeugbaureihe der deutschen Firma Fläming AIR GmbH aus Oehna-Zellendorf.

## Versionen

### FA 01 Smaragd
Die Version FA 01 Smaragd ist ein Bausatz- oder Ultraleichtflugzeug. Ihre Entwicklung begann im Jahr 2000. Sie hatte am 22. März 2003 als FA 01 Super Saphir mit einem Gegenkolben-Dieselmotor als Antrieb ihren Erstflug und erhielt am 29. Dezember 2003 die Zulassung. Der Namen wurde später in Smaragd geändert um eine Verwechslung mit dem Flugzeug Zephir auszuschließen. Die FA 01 Smaragd ist ein aus glas- und kohlenstofffaserverstärktem Kunststoff gebauter konventioneller Tiefdecker mit Kreuzleitwerk und Dreibeinfahrwerk mit GFK-Aramid-Schwingen und hydraulisch gebremsten Rädern. Der Rumpf ist aus CFK, die Tragflächen aus GFK). Das Flugzeug wird in verschiedenen Versionen angeboten, die sich anhand des eingebauten Triebwerks, Propeller und weiterer Details unterscheiden. So ist es auch in einer Kurzflügelversion mit 8,85 m oder 9,00 m Spannweite (Smaragd K) lieferbar. Die Tanks in den Flügeln fassen 2 × 60 Liter. In der Kabine sind die verstellbaren Sitze nebeneinander angeordnet. Dahinter befindet sich ein geräumiger Gepäckraum und das Rettungsgerät USH 52.

### FA 02 Smaragd VLA
Die FA 02 Smaragd VLA ist eine Version mit 630 kg Startmasse und einer Zulassung in der Kategorie Experimentalflugzeuge. Sie basiert auf Kurzflügelversion der FA 01.

### FA 03 Smaragd TMG
Die FA 03 Smaragd TMG (Touring Motor Glider) ist ein Motorsegler. Sie hat einen grundlegend veränderten Rumpf mit T-Leitwerk. Als Zuladung sind 250 kg und als Reichweite von 1000 km geplant. Der Erstflug der FA 03 fand am 5. September 2008 statt. Diese Version soll als Bausatz angeboten werden.

### FA 04 Peregrine LSA
Die FA 04 Peregrine LSA basiert auf dem UL/Experimental. Bei 9,6 m Spannweite und einer Zuladung von 250 bis 270 kg, je nach Ausrüstung, ist sie auf die neue LSA Klasse in den USA optimiert, die ab 2012 auch in Europa kommen soll. Die Parameter: 600 kg maximales Abfluggewicht, 120 kts maximale Geschwindigkeit bei maximal zulässiger Motorleistung, festes Fahrwerk und im Flug nicht verstellbarer Propeller. Maschinen dieses Typs fliegen bereits erfolgreich in den USA und haben am 8. Juni 2009 einen Rekord ausgestellt: Eine behinderte Pilotin flog zum ersten Mal mit einem LSA innerhalb eines Tages von der Ost- zur Westküste in nur 17 Stunden Flugzeit.

## Unfälle
Am 2. Mai 2005 kam es mit einer fast fabrikneuen FA 01 zu einem Unfall, bei dem die Maschine in der Nähe von Jänschwalde abstürzte und zwei Menschen ums Leben kamen. Dabei geriet die Maschine ins Trudeln, wonach das Rettungsgerät ausgelöst wurde, das sich jedoch nicht entfaltete und die Maschine ungebremst zu Boden fiel. Die Untersuchungen ermittelten geringe Flughöhe und unangepasste Geschwindigkeit. Zusätzlich wurde festgestellt, dass sich die Abdeckung oberhalb des Rettungssystems nicht wie vorgesehen öffnete, wodurch dieses die Abdeckung durchschlug und dadurch so beschädigt oder behindert wurde, dass es sich nicht entfalten konnte. Außerdem war die Maschine etwa 30 kg schwerer als bei der Zulassung eingetragen. Erneute Flugerprobungen und Ausschussversuche des Herstellers konnten die Vermutungen zu Unfallursache nicht bestätigen. In einer Stellungnahme weist der Hersteller darauf hin, dass am Ort des Unfalls oft starke Thermik auftritt. Ein ähnlicher Unfall ereignete sich am 12. Oktober 2006. Dort wird Einflug in Wetterbedingungen, die Instrumentenflug erfordern (Instrument Meteorological Conditions) als Ursache in Erwägung gezogen. Nach dem Unfall wurde das Muster durch eine Lufttüchtigkeitsanweisung, auf Empfehlung der Bundesstelle für Flugunfalluntersuchung, außer Betrieb gesetzt. Daraufhin wurde das Flugzeug durch Veränderung der Schwerpunktlage überarbeitet und anschließend wieder freigegeben. Zudem gibt es intensivere Einweisungen über die Besonderheiten des Abkippverhaltens bei Tiefdeckern.

## Spezialversionen
Airborne Sensing: Als UL und Experimental kann das Flugzeug mit Kameraträgern unter den Tragflächen ausgerüstet werden. Zusätzlich kann auf dem Seitenruder ein Kommunikationsdom angebracht werden. Damit sind komplexe Video- und Sensorapplikationen möglich. Es fliegen bereits drei Flugzeuge zu diesem Zweck, hauptsächlich für Stadt- und Raumplanung sowie der Optimierung von Düngemittel- und Pestizid-Einsatz in der Landwirtschaft.

## Flugzeugschlepp
Die Versionen mit 74 kW (100 PS) können mit einer Schleppkupplung für den Schlepp von Segelflugzeugen bis 650 kg ausgerüstet werden, befördern dann mit ca. 1,5–2 m/s Steigleistung und 130–160 km/h Geschwindigkeit Segelflugzeuge kostengünstig auf die Zielhöhe. Maschinen von Fläming Air werden regelmäßig in nationalen und internationalen Meisterschaften eingesetzt, zuletzt bei den Militärmeisterschaften in Holzdorf.

## Technische Daten
| Kennwert               | FA 01                                                              |
| ---------------------- | ------------------------------------------------------------------ |
| Besatzung              | 2                                                                  |
| Spannweite             | 9,60 m                                                             |
| Länge                  | 6,12 m                                                             |
| Höhe                   | 2,12 m                                                             |
| Leermasse              | 305 kg                                                             |
| max. Startmasse        | 472,5 kg                                                           |
| Manövergeschwindigkeit | 200 km/h                                                           |
| Höchstgeschwindigkeit  | 270 km/h (bei böigem Wind 200 km/h)                                |
| Mindestgeschwindigkeit | 65 km/h                                                            |
| Steigleistung          | 6–7 m/s²                                                           |
| max. Einsatzhöhe       | 5800 m                                                             |
| Reichweite             | 1400 km                                                            |
| Triebwerk              | ein Rotax 912S oder Jabiru 2200 mit 73,5 oder 60 kW Leistung       |
| Propeller              | Zweiblatt mit 1,7 m Durchmesser (optional auch Dreiblattpropeller) |